# Trevesia arborea
Trevesia arborea är en araliaväxtart som beskrevs av Elmer Drew Merrill. Trevesia arborea ingår i släktet Trevesia och familjen araliaväxter. Inga underarter finns listade.